# الطاف حسین حالی

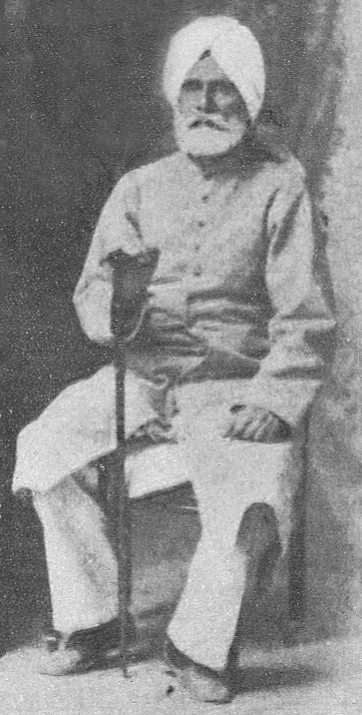
الطاف حسین حالی

الطاف حسین حالی (به اردو: الطاف حسین حاؔلی) (۱۸۳۷-۱۹۱۴) شاعر، نویسنده و منتقد هندی بود. حالی جایگاه ویژه‌ای در تاریخ ادبیات اردو دارد. وی به زبان فارسی مسلط بود و دلبستگی زیادی نسبت به سعدی داشت. در همین راستا کتاب حیات سعدی را به زبان اردو تالیف نمود که ترجمه فارسی آن در سال ۱۳۱۶ به قلم سید نصرالله سروش به عنوان نخستین کتاب فارسی درباره سعدی به چاپ رسید.
حالی در سال ۱۸۳۷ م. در پانی‌پت هندوستان متولد شد. به خاطر شرایط نامناسب مالی نتوانست در مدرسه یا دانشگاه تحصیل کند. ولی با تلاش فراوان توانست به صورت خودآموز به زبان‌های اردو، فارسی و عربی مسلط شود و انگلیسی را نیز در حد خوبی یاد بگیرد. وی خود را به عنوان یک شاعر تنها در غزل محدود نکرد، بلکه در قالب‌های دیگر مانند نظم، رباعی، و مرثیه نیز طبع آزمایی نمود. از وی آثار مختلفی در نقد ادبی و شعر به جای مانده است. وی در سال ۱۹۱۴ م. در پانی‌پت درگذشت.